# Meton (Mondkrater)
Meton repräsentiert eine Geländeformation auf dem Erdmond, die aus mehreren, zusammengeschlossenen Kratern besteht, die von Lava geflutet wurden. Die übriggebliebene Ebene, die von einer Wand begrenzt wird, hat die Form eines Kleeblatts. Sie befindet sich nördlich des Mare Frigoris. Der Krater Barrow schließt am südwestlichen Rand an. Im Nordwesten befindet sich der Scoresby und im Osten der Baillaud und der Euctemon.

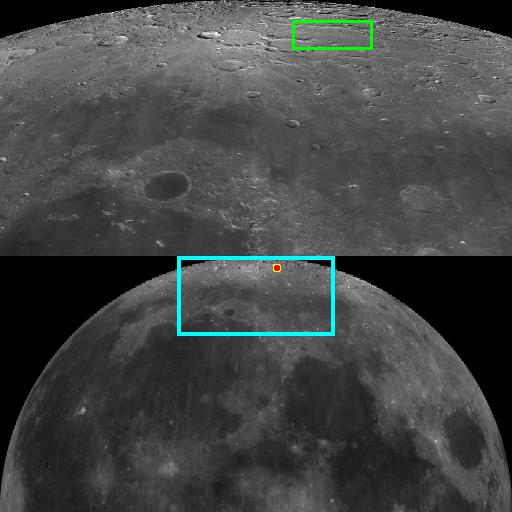
Lage von Meton

Meton hat acht Nebenkrater:
| Buchstabe | Position           | Durchmesser | Link |
| --------- | ------------------ | ----------- | ---- |
| A         | 73,22° N, 30,54° O | 15 km       |      |
| B         | 71,37° N, 18,14° O | 7 km        |      |
| C         | 70,45° N, 19,23° O | 87 km       |      |
| D         | 72,21° N, 24,44° O | 79 km       |      |
| E         | 75,17° N, 15,25° O | 43 km       |      |
| F         | 72,11° N, 14,52° O | 42 km       |      |
| G         | 72,75° N, 28,07° O | 9 km        |      |
| W         | 67,45° N, 17,45° O | 8 km        |      |